# محمد نبي عمري
محمد نبي عمري هو أفغاني اُعتقل لمدة اثني عشر عامًا تقريبًا خارج نطاق القانون في معتقل غوانتانامو الأمريكي في كوبا. وكان رقم الاعتقال التسلسلي الخاص به 832، ولد في عام 1968 في خوست بأفغانستان. ووصل إلى غوانتانامو في 28 أكتوبر 2002.
تم نقله من معتقل غوانتانامو إلى قطر يوم 1 يونيو 2014 مع أربعة أخرين المعروفين بـ رجال طالبان الخمسة. في صفقة تبادل أسرى مقابل الجندي الأمريكي بو روبرت بيرغدال بوساطة قطرية، حيث محمد نبي والأربعة الأخرون مطالبون بالإقامة في قطر لمدة عام كشرط للإفراج عنهم.
شارك نبي عمري في المحادثات مع الحكومة الأفغانية في 2019 و2020، كما شارك مباشرة في التفاوض مع الولايات المتحدة سنة 2020.

## المناصب
بعد سيطرة حركة طالبان على الحكم في أفغانستان تم تعيين نبي عمري محافظاً ولاية خوست في 24 أغسطس 2021. وفي 14 أكتوبر 2022 أعلن المتحدث باسم طالبان ذبيح الله مجاهد تعيينه نائباً أول لوزير الداخلية.

## وصلات خارجية
- من هم السجناء المتبقين في غوانتانامو؟ الجزء الثامن: الاعتقال في أفغانستان (2002-07)، أندي ورثينجتون.
- ملفات غوانتانامو: موقع إضافات (11) – آخر الأفغان (الجزء الأول)، أندي ورثينجتون.